# The Leading Man (film 1996)
The Leading Man è un film del 1996 diretto da John Duigan.

## Trama
Il drammaturgo di successo Felix Webb si innamora della sua nuova attrice Hilary e per lasciare la moglie Elena senza incidenti, recluta per sedurla l'attore di Hollywood Robin Grange.